# Grb Krapinsko-zagorske županije
Grb Krapinsko-zagorske županije je grb koji je okomito podijeljen na dva simetrična, nasuprotno obojena dijela. Na grbu se nalazi zid, a ponad njega tri šestokrake zvijezde. Linija koja dijeli štit na dvije polovice presijeca zid i središnju zvijezdu po pola. Heraldički gledano, na desnoj strani štita je crvena podloga sa zlatnim zidom i jednom i pol zlatnom šestokrakom zvijezdom, a na lijevoj strani štita je zlatna podloga s crvenim zidom i jednom i pol crvenom šestokrakom zvijezdom.

## Galerija
- Zastava Krapinsko-zagorske županije